# Massilia Sound System
Massilia Sound System és un grup de reggae aparegut a Marsella en els anys 1980 que ha sabut desenvolupar una versió «provençal» del reggae / rub-a-dub jamaicà a través de lletres cantades en occità i en francès, i un so característic, amb una base de caixes de ritmes i de samples trets de la tradició local o dels seus col·legues. Després de molt de temps ignorat per les cases de discs, el grup va fundar la seva pròpia estructura de producció Roker Promocion. El grup s'implica des de fa molt de temps en la vida cultural de Marsella multiplicant els balèti, els àpats de barri i altres iniciatives populars.
Els Massilia van saber repopularitzar la ciutat de Marsella en els anys 1990, en conjunció amb els bons resultats de l'Olímpic de Marsella i d'altres grups de l'escena marsellesa (IAM) i donar així una identitat positiva a una generació sencera de joves marsellesos, orgullosos de la seva ciutat i de la seva capacitat per barrejar cultures.
Llaços regionals s'han format amb altres formacions, com els Fabulous Trobadors de Claude Sicre a Tolosa, els Nux Vomica a Niça, i d'altres formacions de reggae/ragga que utilitzen cultures i llengües minoritzades.
Els seus darrers àlbums tenen un so més rock, amb incursions més profundes en les músiques del món, com és l'ús de la tabla, i altres experiències amb el drum and bass i el hip-hop. El 2004 van decidir deixar lloc a projectes en solitari, com els d'Oai Star (rock/ragga festiu), Papet J (dub) o Moussu T e lei Jovents (cançó).

## Discografia
- Parla Patois (1992)
- Chourmo (1993)
- Commando Fada (1995)
- Aïolliwood (1997)
- Marseille London Experience (1999)
- 3968 CR 13 (2000)
- Occitanista (2002)
- Massilia fait tourner (2004)
- Oai E Libertat (2007)